# Балкански пакт
Балканският пакт, или Балканско съглашение, наричан още Балканска Антанта, е договор за военно-политически съюз, целящ да запази статуквото на Балканите след Първата световна война и насочен срещу желанието за преразглеждане на границите от Версайския договор на ощетените от него България и Унгария.
Проектът за балкански пакт е подбуден от френската дипломация, чрез който Франция е искала да засили влиянието си в Югоизточна Европа. Договорът за създаването на съюза е подписан на 9 февруари 1934 г. от Турция, Гърция, Румъния и Югославия. Подписалите страни се съгласяват да прекратят териториалните си претенции, породени след Първата световна война, една към друга и към съседните им страни. Договорът е отбранителен, но предвижда защита само при нападение от друга балканска държвава, но не и от външна сила, напр. от Италия.
Други страни в региона, които взимат участие в дипломатическите взаимоотношения, но отказват да подпишат документа са: Албания, България и Унгария. България и Унгария имат претенции за териториална експанзия предимно като загубили страни в Първата световна война.
Балканският пакт спомага за осигуряването на мира между Турция и независимите страни в Югоизточна Европа, които са били част от Османската империя (най-вече Гърция), но не успява да охлади местните интриги, което окуражава военната интервенция в региона на Германия, Великобритания и Съветския съюз по време на Втората световна война.
Създаването на пакта е основната външно-политическа причина, довела до извършването на Деветнадесетомайския преврат.
Балканският пакт постепенно губи значението си през 1938 – 1940 г., когато преди всичко Германия чрез политиката си на анексии променя границите на системата от Версайския договор. Той престава да съществува след нападението на Нацистка Германия над Югославия на 6 април 1941 година, което не довежда до помощ от другите държави от пакта.